# Tahmoh Penikett
Tahmoh Penikett (Whitehorse, 20 maggio 1975) è un attore canadese.
È conosciuto soprattutto per il ruolo di Karl "Helo" Agathon nella serie televisiva di fantascienza Battlestar Galactica.
Penikett è apparso come co-protagonista nella serie televisiva Dollhouse, una produzione di Joss Whedon per la FOX, e nella serie Supernatural nel panni dell'angelo Gadreel.

## Filmografia

### Cinema
- Go-Go Boy (Prelude), regia di Kenneth Sherman - cortometraggio (2002)
- Sandra Goes to Whistler, regia di Tracy D. Smith - cortometraggio (2005)
- Stanley's Girlfriend, regia di Monte Hellman - cortometraggio (2006)
- Trapped Ashes, regia collettiva (2006) (episodio "Stanley's Girlfriend")
- The Green Chain, regia di Mark Leiren-Young (2007)
- Taming Tammy, regia di Tracy D. Smith (2007)
- La vendetta di Halloween (Trick 'r Treat), regia di Michael Dougherty (2007)
- Run Rabbit Run, regia di Kate Twa (2008)
- The Hostage, regia di Brent Cote - cortometraggio (2010)
- L'uomo d'acciaio (Man of Steel), regia di Zack Snyder (2013)
- Down River, regia di Ben Immanuel (2013)
- The Portal, regia di Jonathan Williams - cortometraggio (2014)
- Check, Please!, regia di Camille Brown - cortometraggio (2015)
- Painkillers, regia di Peter Winther (2015)
- All Cock and No Bull!, regia di James Callis - cortometraggio (2016)
- Deep Space, regia di Davin Lengyel (2018)
- Killbird, regia di Joe Zanetti (2019)
- The Devil Has a Name, regia di Edward James Olmos (2019)
- The Color Rose, regia di Courtney Paige (2020)
- 2 Hearts - Intreccio di destini (2 Hearts), regia di Lance Hool (2020)
- The Last Victim, regia di Naveen A. Chathapuram (2021)
- Supposition, regia di Dante Costello (2021)
- Kiri and The Girl, regia di Grace Dove (2021)
- Bones of Crows, regia di Marie Clements (2022)
- Rehab, regia di Andrew Genaille (2022)
- Sheltering Season, regia di Bradley Stryker (2022)
- Jonah, regia di Ben Van Kleek (2023)

### Televisione
- Morte sottozero (The Cold Heart of a Killer), regia di Paul Schneider – film TV (1996)
- Demon Town (Glory Days) – miniserie TV, 1 puntata (2002)
- Dark Angel – serie TV, episodio 2x21 (2002)
- Wildfire 7: The Inferno, regia di Jason Bourque – film TV (2002)
- Stargate SG-1 – serie TV, episodio 6x12 (2002)
- Under the Cover, regia di Jason Bourque – film TV (2003)
- Just Cause – serie TV, episodio 1x20 (2003)
- Battlestar Galactica – miniserie TV, 2 puntate (2003)
- The L Word – serie TV, episodio 1x06 (2004)
- Cold Squad - Squadra casi archiviati (Cold Squad) – serie TV, 13 episodi (2004-2005)
- Hush, regia di Harvey Kahn – film TV (2005)
- Lesser Evil, regia di Timothy Bond – film TV (2006)
- Smallville – serie TV, episodi 3x15-6x19-6x21 (2004-2007)
- Battlestar Galactica: Razor, regia di Félix Enríquez Alcalá – film TV (2007)
- Whistler – serie TV, 4 episodi (2007)
- Battlestar Galactica – serie TV, 65 episodi (2004-2009)
- Dollhouse – serie TV, 27 episodi (2009-2010)
- Riverworld, regia di Stuart Gillard – film TV (2010)
- Human Target – serie TV, episodio 2x01 (2010)
- Mortal Kombat: Legacy – webserie, episodi 1x01-1x02 (2011)
- Jabberwock, regia di Steven R. Monroe – film TV (2011)
- Haven – serie TV, episodio 2x12 (2011)
- Innocent, regia di Mike Robe – film TV (2011)
- Big Time Movie, regia di Savage Steve Holland – film TV (2012)
- Fairly Legal – serie TV, episodio 2x03 (2012)
- The Killing – serie TV, episodi 1x12-2x05 (2011-2012)
- Castle – serie TV, episodi 4x23-5x01 (2012)
- Arrow – serie TV, episodio 1x07 (2012)
- Stalkers, regia di Mark Tonderai – film TV (2013)
- Criminal Minds – serie TV, episodio 9x14 (2014)
- Star-Crossed – serie TV, episodi 1x02-1x03 (2014)
- Continuum – serie TV, 5 episodi (2012-2014)
- Bomb Girls: Facing the Enemy, regia di Jerry Ciccoritti – film TV (2014)
- Bomb Girls – serie TV, 6 episodi (2013-2014)
- Reign - serie TV, episodio 1x20 (2014)
- Supernatural - serie TV, 6 episodi (2013-2014)
- Pure Pwnage, regia di Geoff Lapaire (2016)
- Altered Carbon - serie TV, 2 episodi (2018-in corso)
- Il diavolo in Ohio (Devil in Ohio) – miniserie TV, 5 episodi (2022)

### Series
- RiftWorld Chronicles - 8 webisodes (2015)

### Videogiochi
- Need for Speed: Carbon (2006)

## Doppiatori italiani
Nelle versioni in italiano delle opere in cui ha recitato, Tahmoh Penikett è stato doppiato da:
- Daniele Barcaroli in Battlestar Galactica, Battlestar Galactica: The Plan
- Massimo De Ambrosis in 2 Hearts - Intreccio di destini, Tracker
- Alberto Caneva in Smallville
- Alessandro D'Errico in Jabberwock - La leggenda
- Fabio Boccanera in Dollhouse
- Francesco Bulckaen in The Killing
- Riccardo Scarafoni in Castle
- Andrea Lavagnino in Arrow
- Gianluca Iacono in Continuum
- Roberto Certomà in L'uomo d'acciaio
- Gianni Bersanetti in Criminal Minds
- Massimo Bitossi in Altered Carbon
- Massimo Aresu in The Last Victim
- Stefano Billi ne Il diavolo in Ohio